# Jorge González Durán
Jorge González Durán (Guadalajara, Jalisco, 7 de julio de 1918 - Ciudad de México, 16 de agosto de 1986) fue un poeta mexicano.

## Reseña biográfica
Inició sus estudios de Leyes en la Universidad de Guadalajara y continuó en la Universidad Nacional Autónoma de México (UNAM) (1938-1941). También hizo estudios en al Facultad de Filosofía y Letras de la Universidad Nacional Autónoma de México y en Casa de España en México. Jorge González Durán junto con Alí Chumacero, Leopoldo Zea y José Luis Martínez fundó la revista Tierra Nueva. Desempeñó varios puestos en la Secretaría de Educación Pública (SEP): promotor general en el Departamento de Acción Juvenil, director del Departamento de Bibliotecas y jefe de Literatura del Departamento de Bellas Artes; participó en las misiones culturales; creó la Escuela Nacional de Bibliotecarios y Archivistas; instaló y puso en funcionamiento la Biblioteca México.
El libro de versos, Ante el polvo y la muerte (1945) es de su primera juventud y recibió el Premio Nacional de Literatura 1944.
En su madurez, entre 1977 y 1982, González Durán volvió a escribir poemas amorosos, que llamó Desareno. Los guardó inéditos y se publicaron en la reedición que se hizo de su libro juvenil en 1988. Allí mismo se recoge el texto de evocaciones, Acerca de la revista Tierra Nueva, que escribió y leyó el mismo año de su muerte.

## Obras
Poesía - Libros individuales 
- Ante el polvo y la muerte. (México: Imprenta Universitaria, 1945).[2]
- Breve antología. (México: Universidad Nacional Autónoma de México (Material de Lectura. Serie Poesía Moderna; 127), 1987).[3]
- Nota introductoria de Bernardo Ruiz. Selección de Pina Juárez Frausto , Laura González Durán (México : Universidad Nacional Autónoma de México (Material de Lectura. Serie Poesía Moderna; 127) / Coordinación de Difusión Cultural [UNAM], 1987).[4]
- Desareno, precedido de Ante el polvo y la muerte. (México: Fondo de Cultura Económica (Letras Mexicanas), 1988).[5]